# Notas sobre James Mill
Notas sobre James Mill (também conhecido como Comentários sobre James Mill ou Comentários sobre Os Elementos de Economia Política de James Mill) é um texto escrito por Karl Marx em 1844. Originalmente parte do "livro de notas de Paris", nele, Marx critica partes dos Elementos de economia política de James Mill. O manuscrito expõe o embrião do que viria a se tornar os Manuscritos Econômico-Filosóficos de 1844.
As Notas sobre James Mill são particularmente importantes para o desenvolvimento global do projecto de Marx, pois esboça, como hipótese, um conceito de produção não-alienada. Enquanto a atividade alienada é vista como um trabalho, um suplício, a atividade não-alienada é descrita tal que a própria atividade de uma pessoa é gozo, e o resultado (objetivação) da atividade é visto como confirmação objetiva dos poderes individuais dessa pessoa por ela mesma. Com isso, a satisfação das necessidades dos outros é descrita como resultado do gozo ativo, do desfrute do ato produtivo, e não mais como resultado de uma atividade forçada e coisificada, tal como é sob a tirania da propriedade privada, do mercado. O manuscrito também expõe o primeiro esboço do conceito do que mais tarde Marx denominaria de fetichismo da mercadoria.

## Traduções para o português
O texto completo ainda não foi traduzido para o português. Apenas trechos foram traduzidos e publicados na internet. O texto completo pode ser acessado em inglês e castelhano.